# M'Lord of the White Road
M'Lord of the White Road er en britisk stumfilm fra 1923 af Arthur Rooke.

## Medvirkende
- Victor McLaglen som Lord Annerley / John
- Marjorie Hume som Lady Glorie
- James Lindsay som Sir Humphrey Clayville
- Fred Wright som Peter
- Mary Rorke som Lady Collingway
- George Turner som Tom Brown
- Bert Osborne